# Taq-e Bostan
 (juillet 2022).
Si vous disposez d'ouvrages ou d'articles de référence ou si vous connaissez des sites web de qualité traitant du thème abordé ici, merci de compléter l'article en donnant les références utiles à sa vérifiabilité et en les liant à la section « Notes et références ».
Taq-e Bostan (en persan : تاق بستان) (kurde: تاق وه‌سان) est un site sassanide des IVe et VIe siècles, comprenant deux grottes sculptées (taq : voûte ; arche, bostan : jardin) et un bas-relief, à côté d'une source. Il est situé au pied d'une montagne de la chaîne du Zagros à la sortie de Kermanshah.
La fonction du site est inconnue, mais la présence d'une enceinte antique délimitant un large enclos, encore partiellement visible aujourd'hui, et les représentations de chasses royales suggèrent qu'il s'agissait d'un paradeisos, ou terrain de chasse royal. Ce terme grec, signifiant jardin, provient du vieux persan paradaiza, enclos, et a donné paradis en français.
La qualité des sculptures est variable, mais l'ensemble contient au moins un chef-d'œuvre de l'art sassanide, la chasse au sanglier, et une spectaculaire et originale statue équestre ; les statues de la grotte principale sont en haut-relief, presque de la ronde-bosse, une technique peu usitée sous les Sassanides. On a supposé que le programme architectural du site devait inclure une troisième grotte à gauche pour respecter l'harmonie, mais plus d'un siècle séparant déjà  la construction des deux grottes, c'est peu envisageable. Certains spécialistes, se basant sur la présence d'Anahita et de la source proche, estiment que l'ensemble de Taq-e Bostan est un édifice religieux, mais d'autres pensent plutôt que la prédominance des symboles royaux comme le diadème montre une intention plus terre-à-terre d'exaltation de l'image royale.
Le toponyme de Taq-e Bostan, comme de très nombreux autres sites de la province de Kermanshah, est issu de la légende kurde de Khosrow et Shirin, mise en poème par Nizami : les grottes auraient été sculptées par Farhad, l'amant malheureux de la belle Shirin.

## Historique

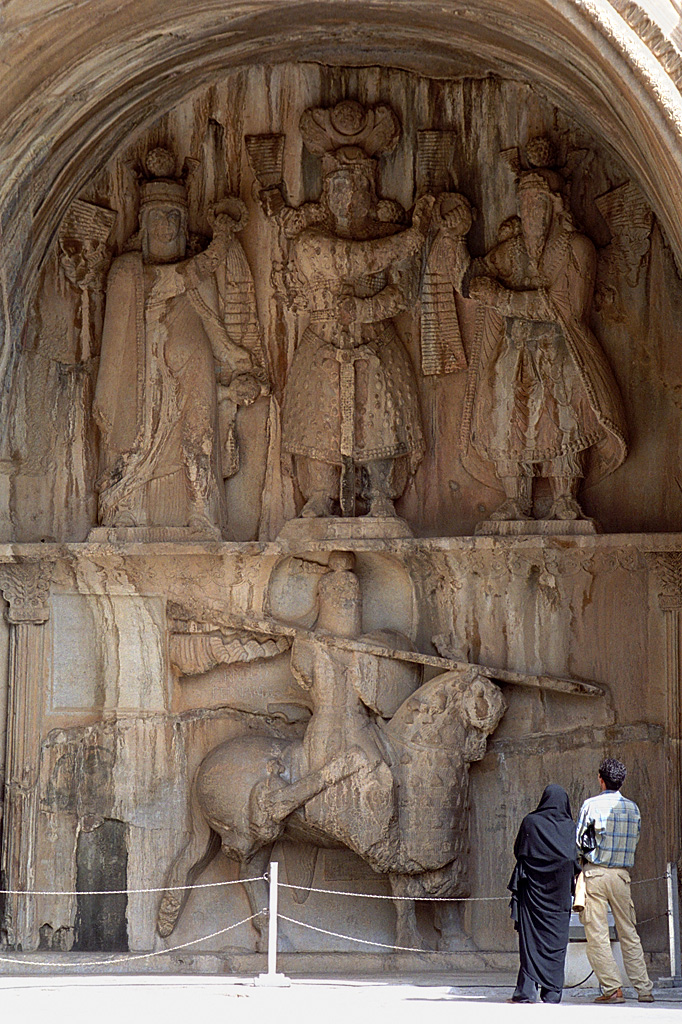
La grotte principale de Taq-e Bostan.

Le site de Taq-e Bostan, alliant une source et une montagne, a sans doute toujours eu une importance religieuse. Des cimetières préhistoriques ont en effet été retrouvés sur une colline voisine et au sommet de la colline de Taq-e Bostan, ce dernier ayant été également utilisé par les Parthes.
La première sculpture, un bas-relief d'investiture conventionnel, a été réalisée sous le règne d'Ardachîr II (379-383). C'est à partir de son successeur Shapur III (383-388) que le programme architectural innove avec la construction de la petite grotte. Mais la réalisation majeure, la grotte principale, est datée de la fin des Sassanides, sous le règne de Khosro II (590-628), à moins que ce ne soit Péroz Ier (459-484) qui est représenté.
Après la conquête arabe, on n'a plus réalisé de bas-relief royaux en Iran. Il faudra attendre la dynastie des Qajars, qui se voulait dans la continuité des dynasties iraniennes antiques, pour que cette tradition soit reprise. Le gouverneur local a ainsi fait graver un bas-relief le représentant à l'intérieur de la grotte principale, en 1822.
Au XXe siècle, l'entrée de la grotte principale a été restaurée, et le site aménagé par l'adjonction d'un bassin de loisirs, et d'un jardin où sont exposés des châpiteaux sassanides provenant de Behistoun.

## Description

### Grotte principale

#### Entrée
Deux arbres de vie et deux figures ailées féminines flanquent l'entrée de la grotte principale. Dans la mythologie zoroastrienne, l'arbre de vie représentent l'Arbre de toutes les semences. Ils sont ici représentés dans un mélange de style gréco-romain et indien, sous forme de feuilles d'acanthe.
Les figures ailées sont elles aussi représentées dans un style gréco-romain. Elles tiennent l'anneau du pouvoir, auquel est attaché le diadème royal. Au-dessus de l'arche se trouve un croissant d'où s'échappe un autre diadème, qui redescend des deux côtés de l'entrée.

#### Statue équestre

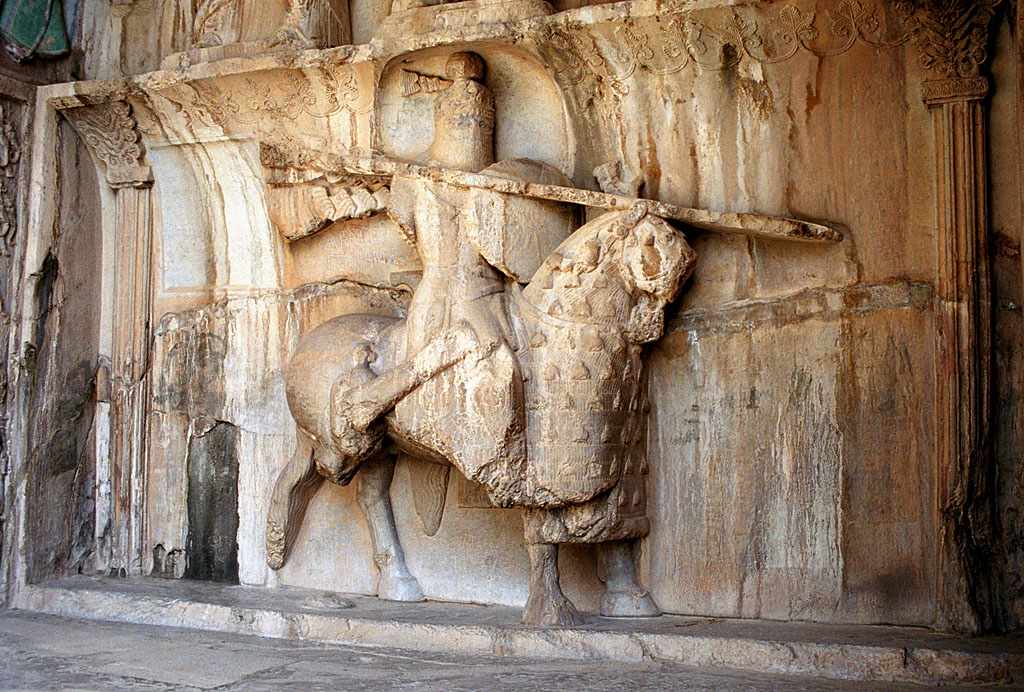
Statue équestre de Khosro II.

C'est l'un des deux seuls exemples d'une statue en quasi ronde-bosse, l'autre étant la statue de Shapur Ier à Mudan-e Shapur, et la seule représentation d'un roi sassanide en cataphracte, c’est-à-dire vêtu à la manière parthe d'une armure complète avec casque et cotte de mailles. Les ornementations de la tunique du roi et du caparaçon du cheval sont rendus avec un rare souci du détail.
La couronne est celle de Péroz Ier, mais sa carrière militaire ayant été désastreuse, on comprend mal pourquoi un tel hommage lui aurait été rendu. On pense plutôt qu'il s'agit de Khosro II et son célèbre cheval Chabdiz. Khosro fut un grand conquérant, et il était particulièrement réputé pour ses talents de chasseur, ce qui justifierait les bas-reliefs des parois latérales représentant des scènes de chasse.
Le visage du roi est couvert par la cotte de mailles finement détaillée, seuls ses yeux sont visibles. La finition de la statue est mise en valeur par la simplicité du large panneau du fond, simplement encadré de deux pilastres au chapiteau chargé, et d'une guirlande.

#### Scène d'investiture

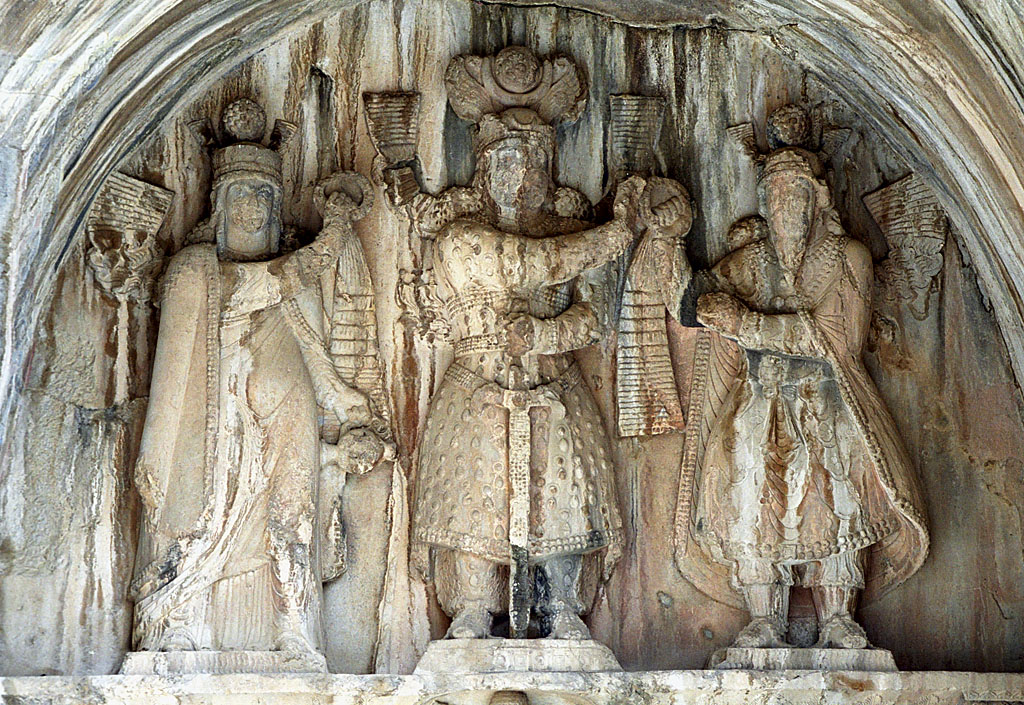
Scène d'investiture de Khosro II, entouré d'Anahita et d'Ahura Mazda ou Mithra.

On peut supposer que le roi figurant dans la scène du registre supérieur est le même que le cavalier, il s'agit donc soit de Péroz Ier soit de Khosro II. Il reçoit l'investiture des mains d'Anahita à gauche et d'Ahura Mazda ou Mithra à droite qui lui tendent chacun un diadème. Le roi est plus grand que les dieux (la statue fait plus de cinq mètres) et la règle d'isocéphalie n'est pas respectée pour permettre de suivre le contour de la voûte.
Tout comme le cavalier, les trois personnages de l'investiture sont représentés avec un luxe de détails : broderies, pierres précieuses sur la tunique, ceintures, fourreau de l'épée, détails des chausses... L'attitude est particulièrement figée, une caractéristique des représentations sassanides.

#### Chasse aux sangliers

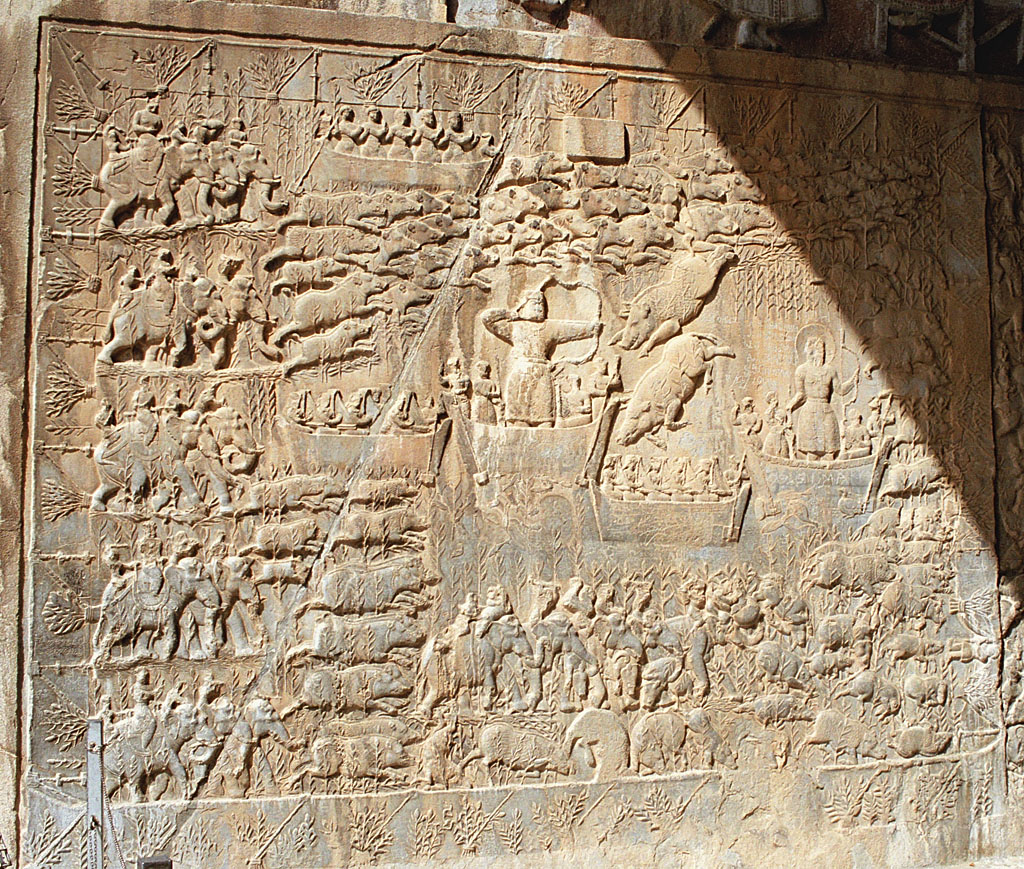
Bas-relief représentant une chasse royale aux sangliers.

La grand panneau occupant le mur gauche de la grotte principale est peut-être le plus saisissant bas-relief sassanide encore visible aujourd'hui, tant par l'originalité de son sujet que par la dynamique de sa composition et la finesse de son exécution.
Selon un procédé narratif traditionnel remontant à la plus haute antiquité du Moyen-Orient, comme les bas-reliefs assyriens de chasse au lion d'Assurbanipal, la scène figurée dans un lieu unique décrit en fait trois moments successifs. Le lieu est un enclos pour la chasse royale : les quatre côtés sont délimités par des barrières de branchages noués, de piquets et de corde. Il s'agit soit du paradeisos lui-même, soit d'une arène temporaire montée pour l'occasion. Le terrain est un marais envahi de roseaux, avec un lac en son milieu.
La scène se lit de gauche à droite : des rabatteurs juchés sur des éléphants dirigent une harde de sangliers vers le lac, où les attend le roi sur sa barque, représenté sans sa couronne de cérémonie ce qui rend son identification difficile. Il est bien plus grand que tous les autres personnages. Tout autour d'autres barques sont chargées de musiciens et de chanteurs. La cour n'est pas présente, ni l'armée, et il n'y a pas de représentation religieuse clairement visible : il s'agit uniquement d'une représentation du roi-chasseur.
L'action se décompose en trois étapes :
- un sanglier sort de la harde fuyante et se précipite vers la barque royale ; le roi tend son arc et vise la bête ;
- la flèche part et le sanglier s'écroule;
- enfin le roi regagne le rivage.

Le roi et le sanglier sont donc chacun représentés deux fois. Sur sa seconde représentation, une auréole entoure la tête du roi.
Il a été proposé une autre lecture de la scène, basée sur le fait qu'une seule des deux images royales porte une auréole : il s'agirait non pas du roi, mais de son fravashi, son ange gardien. La représentation est alors un instantané de l'action : le roi tire sur les sangliers sortant de la harde, pendant que son fravashi se tient à ses côtés. Il s'agirait là de la seule représentation d'un fravashi dans la période sassanide.
Chaque élément du panneau montre un grand souci de détail, tout est finement représenté : les harnachements des éléphants, les cordes des instruments de musique, les têtes des sangliers, les bordures de la tunique du roi...

#### Chasse aux cerfs

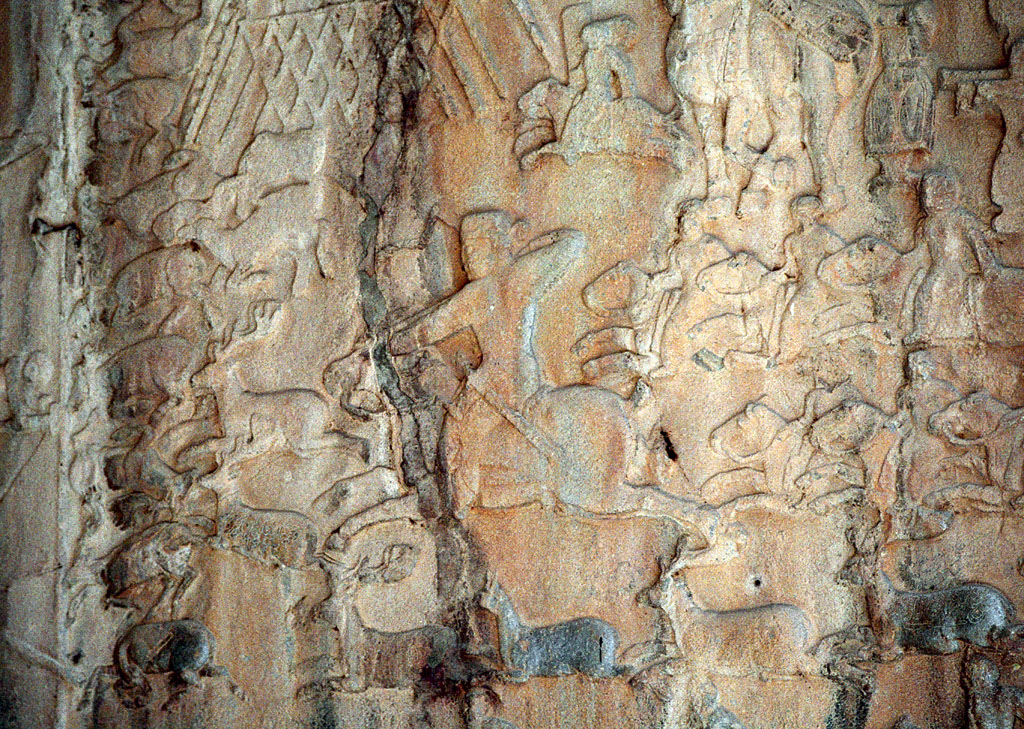
Détail du bas-relief représentant une chasse royale aux cerfs.

Sur le mur de droite est représentée une chasse aux cerfs. Bien que plus complexe, elle est de moindre qualité que la chasse aux sangliers, n'ayant pas son dynamisme ; de plus elle est inachevée, de nombreux personnages n'ayant pas reçu leur modelé définitif. L'action se lit ici de droite à gauche et de haut en bas. Dans un enclos délimité par une sorte de treille, on retrouve à droite les rabatteurs sur des éléphants. En haut, le roi arrive sur son cheval abrité par une ombrelle et entouré des gens de sa cour, qui sont à pied ; comme dans la chasse aux sangliers, le roi est beaucoup plus grand que les autres personnages. En haut à droite, les cerfs sont maintenus dans des cages, puis libérés dans l'enclos principal où ils déferlent. Au milieu du panneau, le roi monté à cheval les pourchasse, suivi de sa cour. Sur la gauche, les cerfs sont dépecés et des chameaux emportent le butin de la chasse.

#### Bas-relief qajar
Au-dessus de la chasse aux sangliers, un bas-relief qajar daté de 1822, représente Mohamad Ali Mirza, fils de Fath Ali Shah, qui fut gouverneur de la province de Kermanshah.

### Seconde grotte
La seconde grotte est beaucoup plus sobre : ni l'entrée ni les parois latérales ne sont décorées.

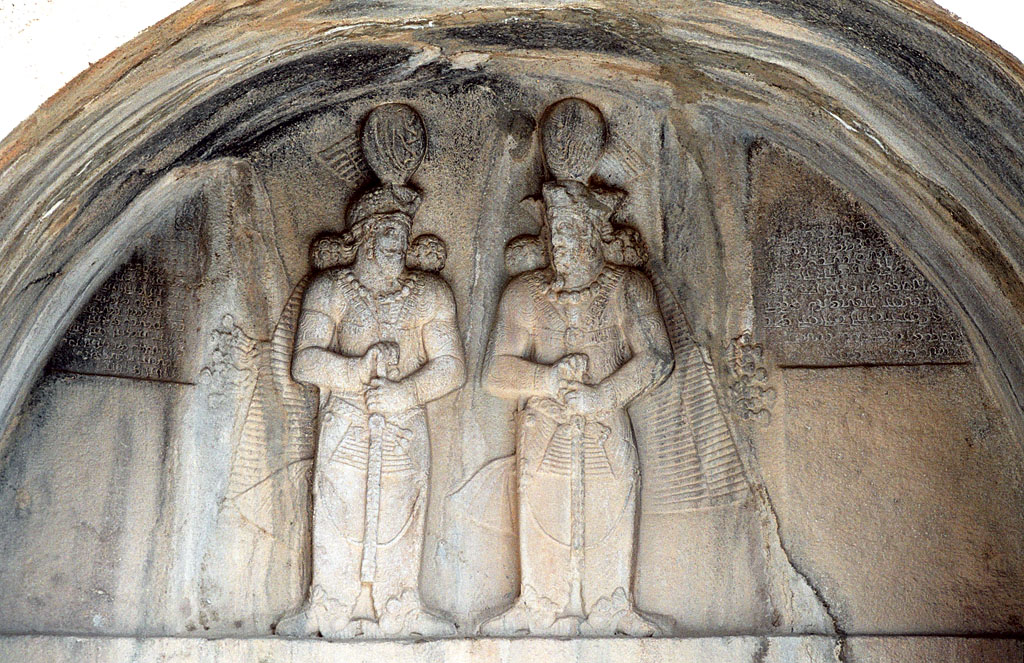
Haut-relief de Shapur II et Shapur III.

Les deux figures en haut-relief sur le registre supérieur du fond de la grotte sont Shapur III et son grand-père Shapur II. Ils se tiennent debout, les mains appuyées sur leur longue épée, la tête légèrement tournée l'un vers l'autre. Ils sont identifiés par des inscriptions en pehlevi ; à côté de Shapur II :
Ceci est la représentation du bon fidèle du dieu, Shapur, roi d'Iran et d'Aniran, de race divine. Fils du bon fidèle Hormizd II, roi d'Iran et d'Aniran, de race divine, petit-fils de Narseh.
À côté de Shapur III :
Ceci est la représentation du bon fidèle d'Izad, Shapur, roi d'Iran et d'Aniran, de race divine. Fils du bon fidèle Shapur, roi d'Iran et d'Aniran, de race divine.

### Scène d'investiture d'Ardachîr II
À droite de la seconde grotte se trouve un bas-relief représentant l'investiture d'Ardachîr II, entouré de Mithra et Ahura Mazda, et se tenant sur le corps d'un Romain.

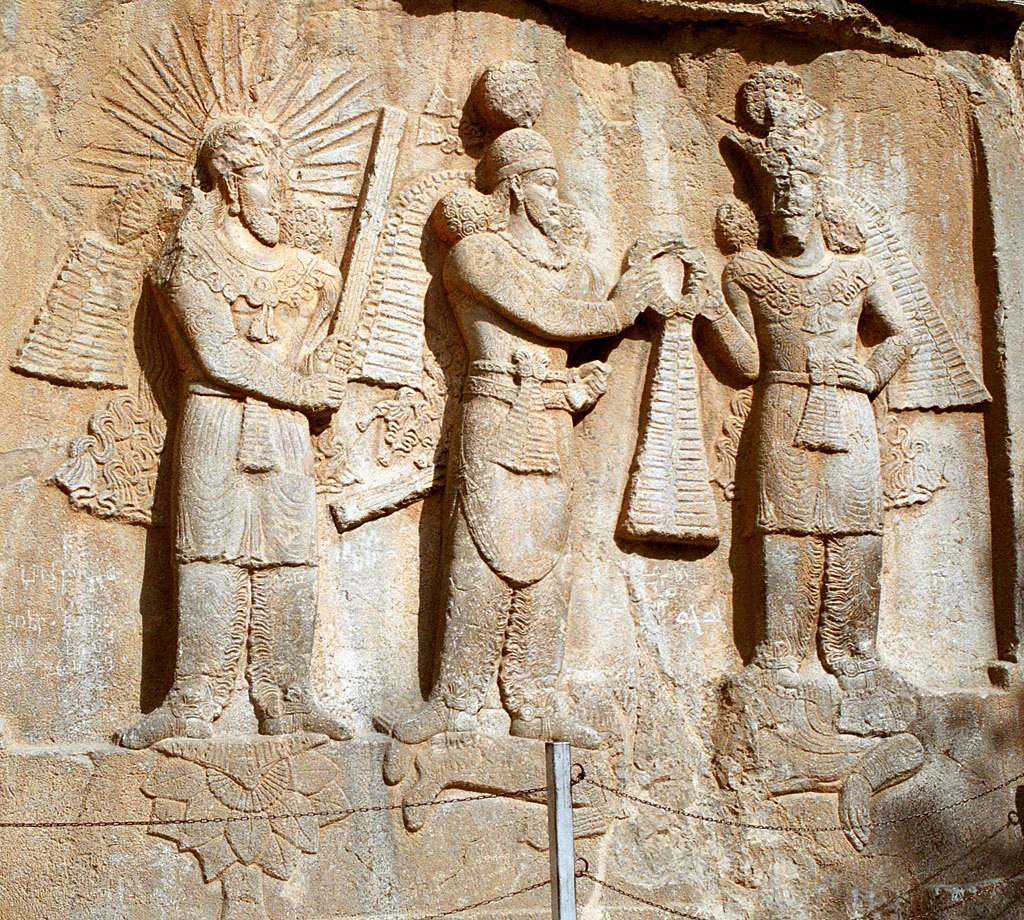
Haut-relief représentant l'investiture d'Ardachîr II.

De manière assez surprenante, Ahura Mazda est plus petit que le roi lui-même. Il ne s'agit pas pour autant d'un sacrilège : plus que le respect des proportions, c'est la loi d'isocéphalie qui s'applique, c’est-à-dire que le haut de tous les personnages doit se trouver à la même hauteur et effectivement la gloire de Mithra, le korymbos d'Ardachîr II et la couronne d'Ahura Mazda finissent sur une même ligne. Ahura Mazda étant juché sur la tête du romain étendu, il est nécessairement plus petit pour ne pas dépasser les autres. C'est un principe qu'on retrouve partout dans l'Iran antique, par exemple sur les escaliers de Persépolis.
À gauche, Mithra, dieu zoroastrien de la justice, se tient sur une fleur de lotus ; il tient le barsom, un fagot de brindilles destiné au feu sacré. À droite, Ahura Mazda donne l'anneau du pouvoir au roi.
Ardachîr et Ahura Mazda se tiennent sur la dépouille d'un empereur romain. On a supposé qu'il s'agissait de l'empereur Julien, qui avait tenté de s'emparer de la capitale sassanide Ctésiphon et fut tué lors de la retraite ; mais Ardachîr n'a régné que seize ans plus tard et n'a pas mené de campagnes contre l'Empire romain, l'identité du Romain reste donc incertaine. La présence de ce Romain semble en tout cas indiquer qu'Ardachîr avait remporté une victoire contre les Romains au début de son règne.

## Galerie de photos

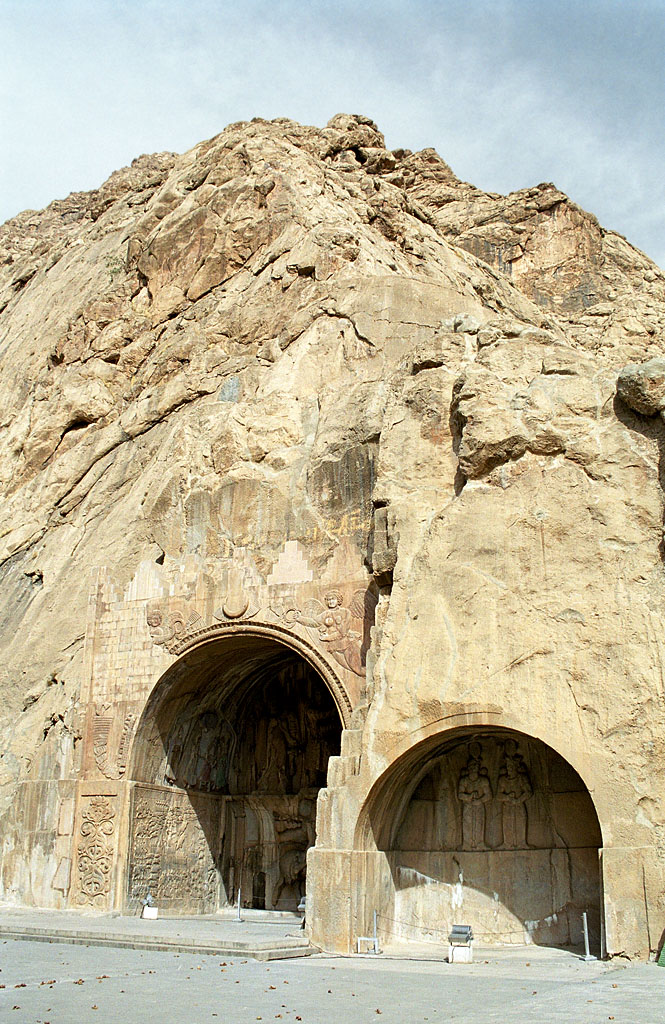
Vue des deux taqs
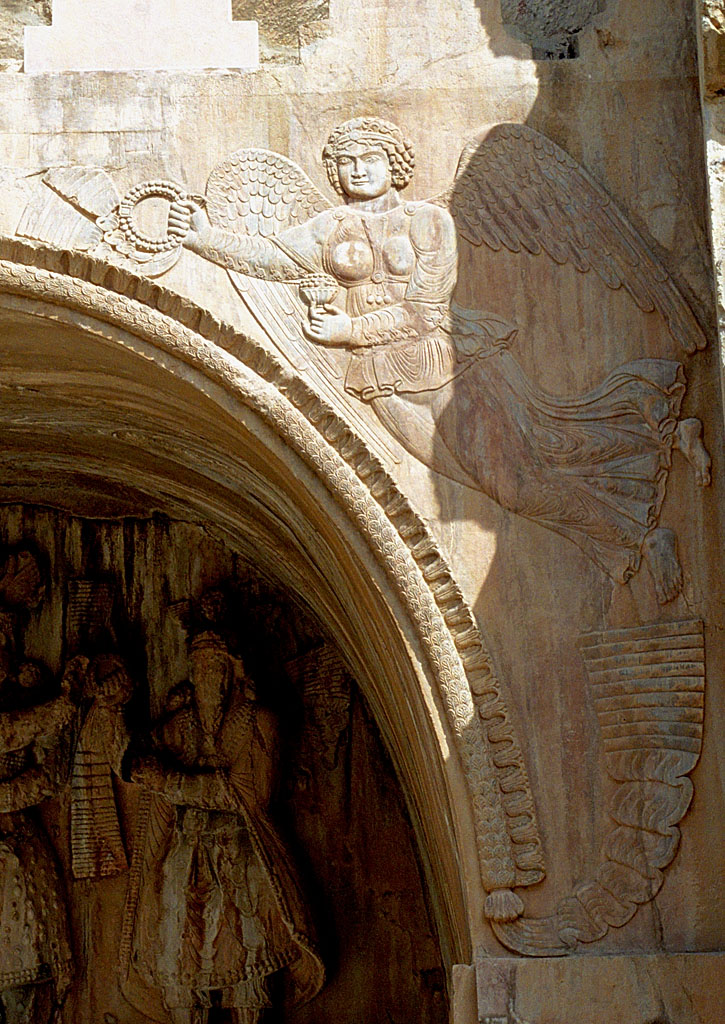
Figure ailée tenant l'anneau du pouvoir et le diadème royal.
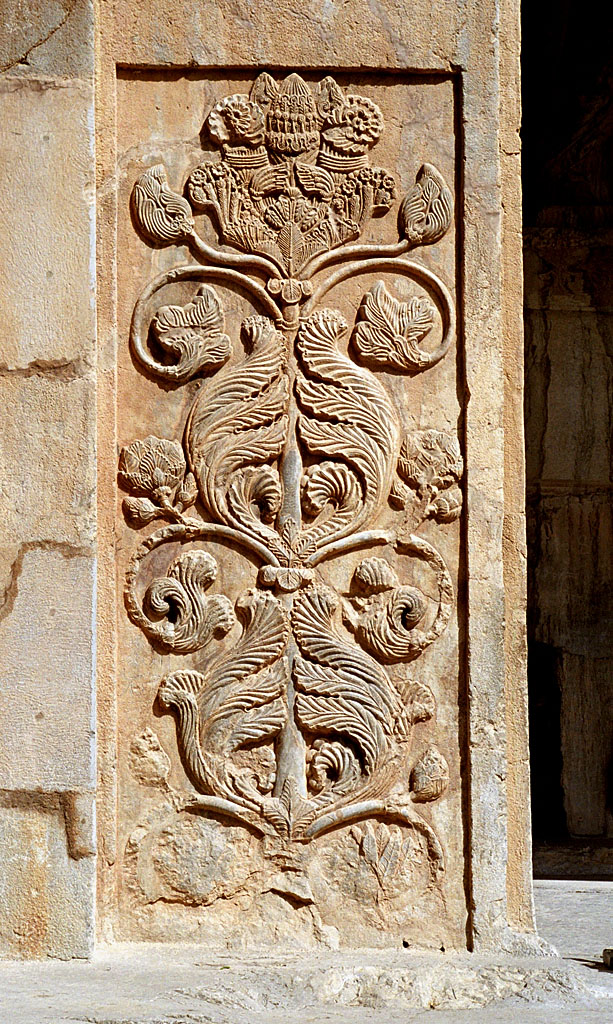
Arbre de vie
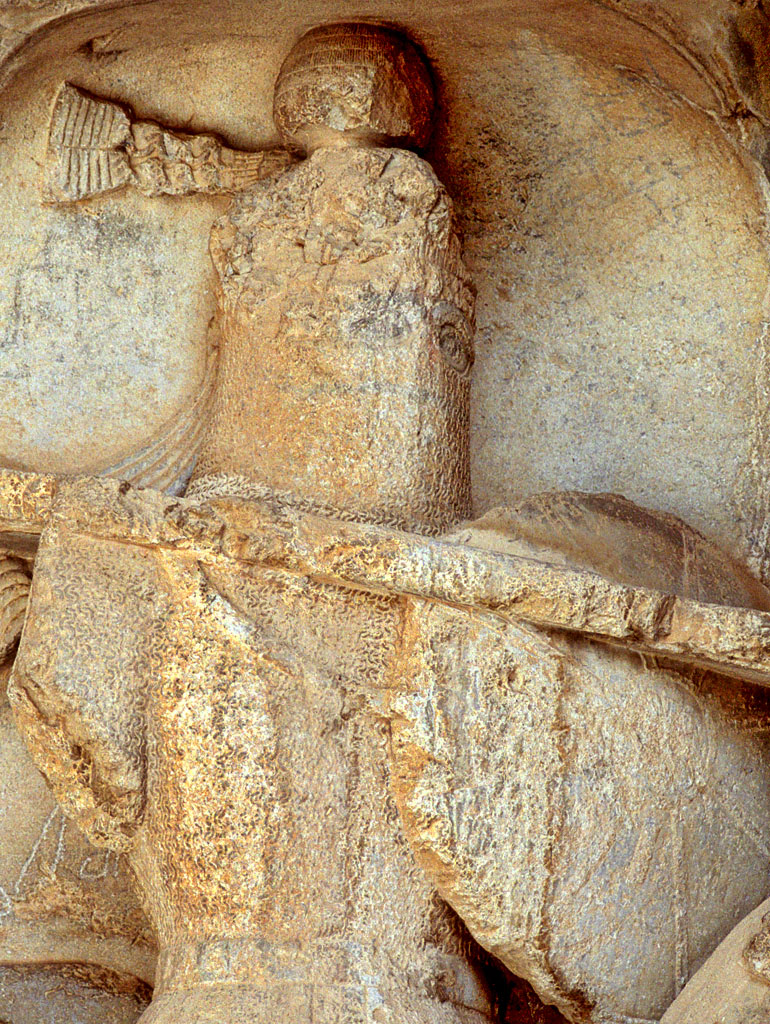
Détail de la statue équestre : tête de Khosro II
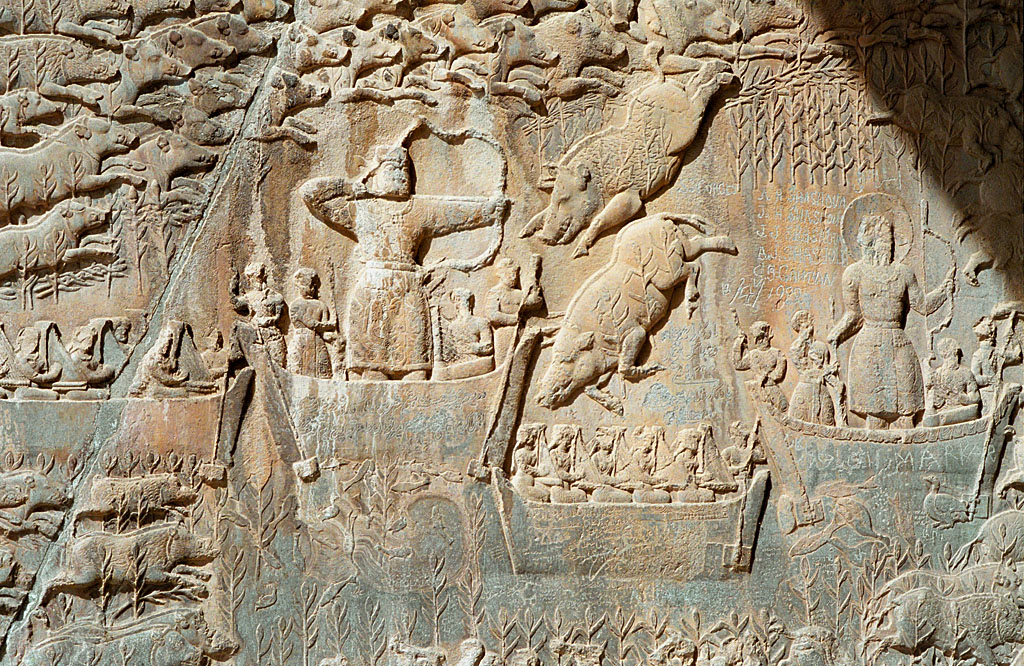
Détail de la chasse aux sangliers
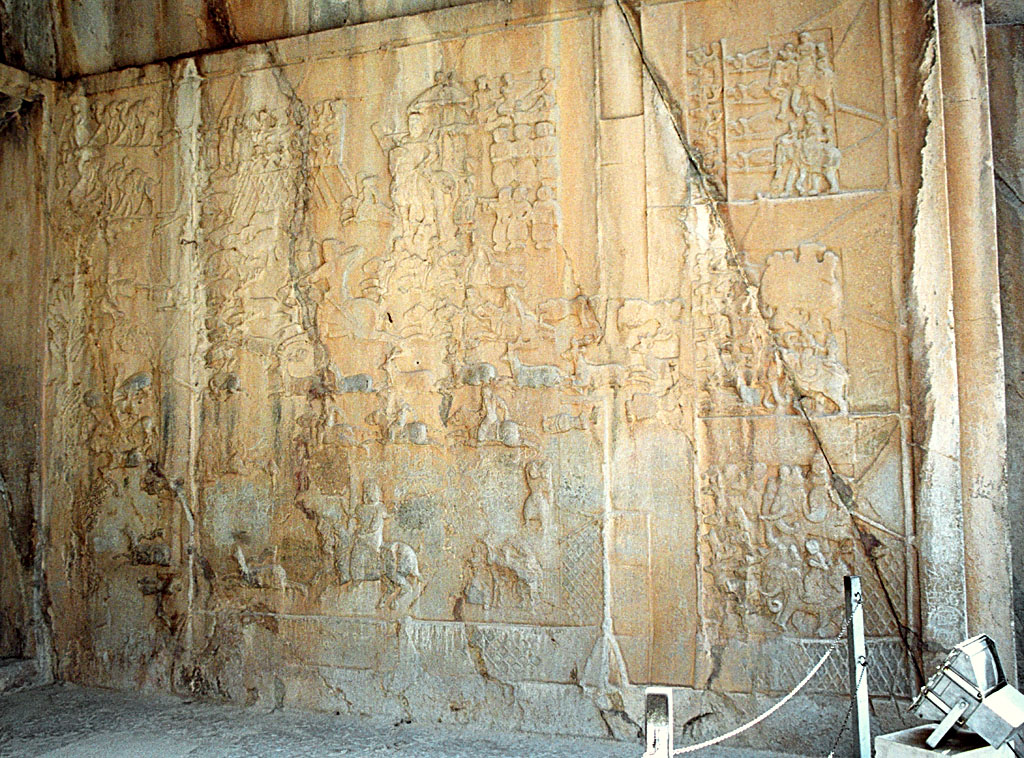
Bas-relief de la chasse aux cerfs
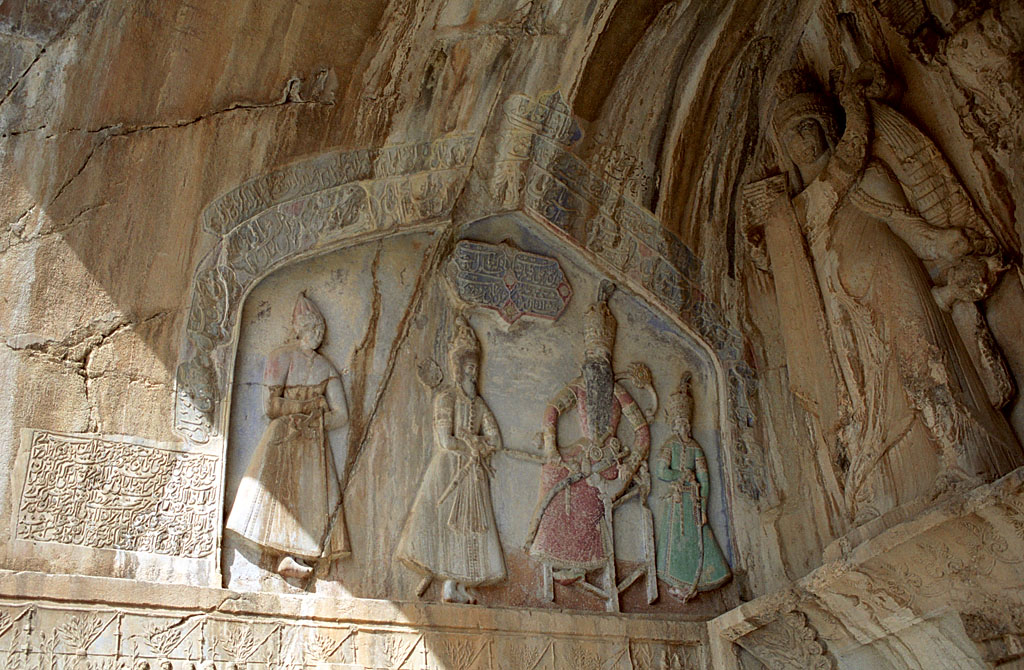
Bas-relief qajar représentant Mohamad Ali Mirza
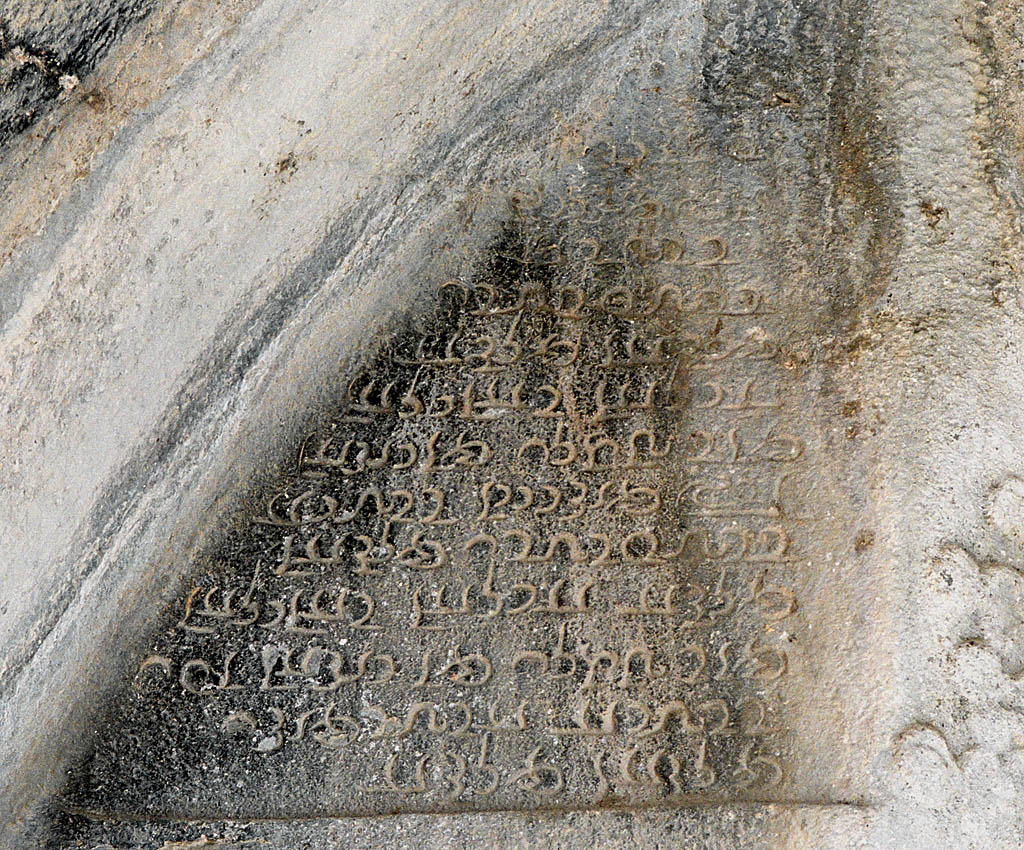
Inscription en pehlevi de Shapur III
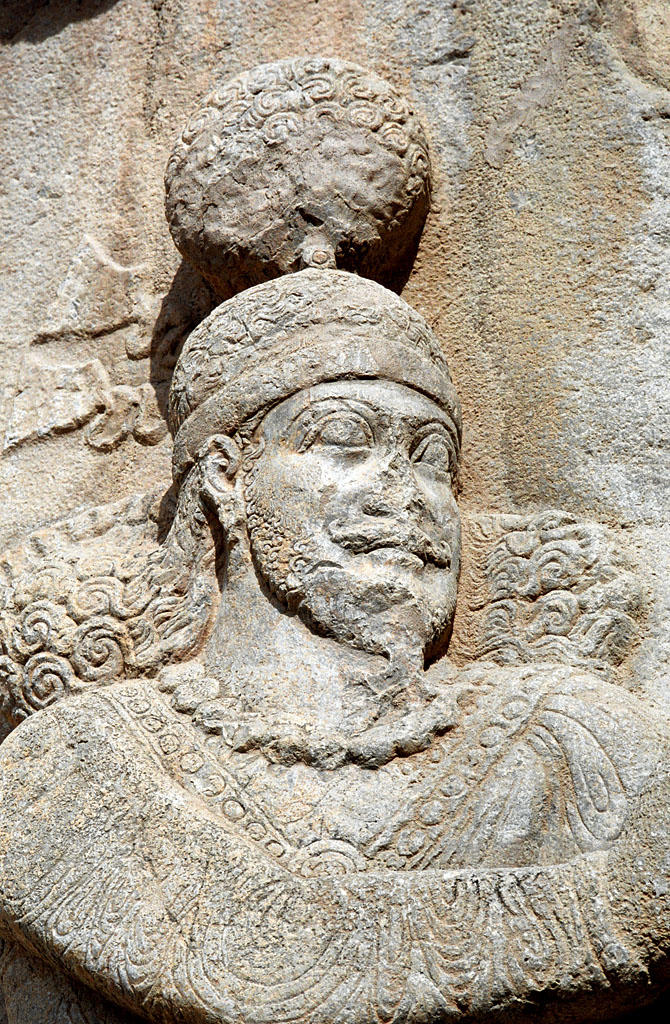
Ardachîr II
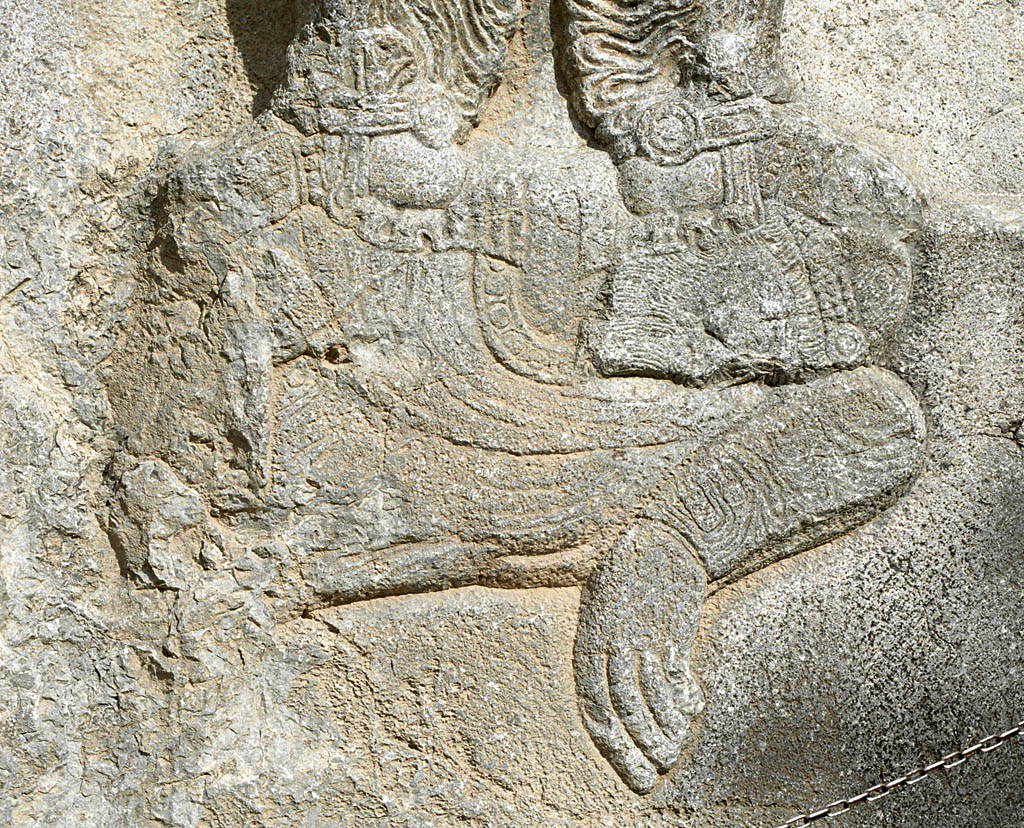
Détail de l'investiture d'Ardachïr II : le Romain